# Delta Chat
Delta Chat ist ein freier Instant-Messaging-Client für Smartphones und PC. Er ist für die Betriebssysteme Android, iOS, Linux, Windows (auch portabel) und macOS verfügbar. Das Protokoll basiert auf IMAP und SMTP.
Durch den Einsatz der E-Mail-Protokolle IMAP und SMTP ist Delta Chat mit jedem herkömmlichen E-Mail-Client kompatibel. Das System kommt damit völlig ohne eigene Server aus. Der Nutzer ist bei der Verwendung seines Messengers nicht mehr auf Nutzer beschränkt, die denselben Dienst verwenden, sondern könnte damit auch Nutzer erreichen, die andere Chat-Clients verwenden, da das zugrundeliegende Messaging-Protokoll der offene E-Mail-Standard ist.
Seit Veröffentlichung im Februar 2019 verzeichnet die App im Google Play Store über 500.000 Downloads (Stand Juni 2025).

## Funktionen
Zusätzlich zum Instant Messaging besteht die Möglichkeit, Fotos, Kontakte, verschwindende (temporäre) Nachrichten, Sprachnachrichten, Live-Standorte sowie alle weiteren Dateiformate, die auch durch herkömmliche E-Mails unterstützt werden, auszutauschen. Dies ist auch in offenen oder verschlüsselten Gruppenchats möglich. Audio- und Videochats sind jedoch systembedingt mit dem E-Mail-Protokoll nicht möglich. Es können aber externe Videochat-Instanzen (z. B. Jitsi Meet) eingebunden werden. Durch die Verwendung von eigens entwickelter Web Apps und deren offenes Konzept kann der Funktionsumfang nahezu unbegrenzt erweitert werden. Aus Sicherheitsgründen laufen diese in einer Sandbox.
Delta Chat ist multi-client-fähig. Sowohl gesendete wie auch empfangene Nachrichten werden zwischen den einzelnen Clients synchronisiert. Zu diesem Zweck kann der private Schlüssel sicher mittels Autocrypt auf weitere Clients übertragen werden.
Das Programm ist werbefrei, und die Entwicklung wird durch EU-Fördermittel finanziert. 2018 förderte der Open Technology Fund das Projekt mit 203.020 $.

## Verfügbarkeit
Die aktuellen Installationspakete lassen sich durch den Google Play Store (Android), F-Droid (Android), Huawei AppGallery (Android), App Store (iOS), Mac App Store, Microsoft Store (Windows) sowie über die Entwicklerwebseite (Android, Linux, Windows und macOS) kostenlos beziehen. Die Entwicklung startete zunächst mit der Android-App, die Versionen für Apple, Windows und Linux folgten aber ohne große zeitliche Verzögerung.

## Implementierung der E-Mailprotokolle
Delta Chat implementiert auf Transportseite das von E-Mails bekannte Protokoll IMAP. Dabei ist es üblich, dass der Chat-Client im Ordner des verwendeten Mailservers einen Ordner anlegt, in dem die Nachrichten gespeichert werden. So kann das Postfach auch für normalen E-Mail-Verkehr verwendet werden, ohne dass der Posteingang mit ungelesenen Chatnachrichten geflutet wird. Um das „Verschwinden“ von Nachrichten durch Vorsortierung mit Hilfe serverseitiger Filter oder im Spamordner zu verhindern, überprüft Delta Chat in regelmäßigen Abständen alle IMAP Ordner auf Chatnachrichten. Viele Server sind mit einem Flood-Schutz ausgestattet, der die Anzahl von Nachrichten innerhalb einer definierten Zeit begrenzt und sind deshalb für Chats ungeeignet. Diese Eigenschaften des E-Mail-Systems erfordern eine geeignete Konfiguration serverseitig und Golem merkt an, E-Mail sei geradezu das Paradebeispiel für asynchrone Kommunikation, während Chatprogramme auf Echtzeit-Kommunikation ausgelegt sein müssten. Dass COI (Chat over IMAP) übliche Messenger ersetzen könnten, sei deshalb unwahrscheinlich.

### Sicherheit
Es wird eine vollständige und automatische Ende-zu-Ende-Verschlüsselung mit OpenPGP verwendet. Das Schlüsselpaar wird bei der Ersteinrichtung automatisch generiert oder es kann ein bestehender Schlüssel importiert werden. Öffentliche Schlüssel werden mittels Autocrypt übergeben. Alle Nachrichten zwischen autocryptfähigen Clients werden in der Grundeinstellung Ende-zu-Ende verschlüsselt und signiert.
Ob zusätzlich zur Ende-zu-Ende-Verschlüsselung noch eine Transportverschlüsselung zum Einsatz kommt, hängt vom jeweiligen E-Mail-Anbieter ab.
Der Quellcode für sämtliche Clients kann auf GitHub eingesehen werden.

## Rezeption
In der c’t 17/2019 wird der Messenger als „Volks-Messenger“ bezeichnet, weil man mit normalen Instant Messengern nur Partner erreichen kann, die denselben Dienst verwenden wie man selbst. „Delta Chat hebelt diese Beschränkung aus“. Inga Pöting meint bei Zeit Online, dass Delta Chat ohne Zentrale auskommt und „somit die die Serverinformationen der genutzten E-Mail-Adresse“. Die anschließende Bedienung der Chatoberfläche sei zudem intuitiv. Katharina Nickel meint bei Futurezone, dass Delta Chat als Messenger „die beste Alternative seit Langem“ sei. Sie zählt aber auch Nachteile auf. Eine Statusanzeige existiere nicht und leider wären die „Dateien eines Backups nicht Ende-zu-Ende-verschlüsselt“. The China Post merkt an, dass die App aus Sicherheitsgründen eine automatische Ende-zu-Ende-Verschlüsselung anbietet, der Quellcode für alle offen sei und die „Daten nicht auf zentralen Servern gespeichert“ würden. Dirk Mikkelsen erläutert im Magazin LinuxUser Ausgabe 03/2018, dass der „pfiffige Messenger Delta Chat“ eine „interessante Alternative zu Datenkraken wie Whatsapp“ bieten würde. Zudem sei Delta Chat im Gegensatz zu Whatsapp multiclientfähig. Am 3. Juni 2019 berichtete das „Infoportal für sichere Handynutzung“ mobilsicher.de über Delta Chat. Dabei hoben sie als Vorteile die Ende-zu-Ende-Verschlüsselung für Chats und Gruppen-Chats, die Teilnahme ohne Telefonnummer und den offenen Quellcode hervor.